# Анаїс Шевальє
Анаїс Шевальє-Буше (фр. Anaïs Chevalier-Bouchet) — французька біатлоністка, олімпійська медалістка, учасниця та призерка етапів кубка світу з біатлону, призерка юніорських та дорослих чемпіонатів світу з біатлону.

## Виступи на Олімпійських іграх
Бронзову олімпійську медаль Шевальє здобула в складі збірної Франції в жіночій естафеті на Пхьончханській олімпіаді 2018 року.  
| Рік  | Місце проведення          | Інд | Спр | Пр | МС | Ест | ЗМ |
| 2014 | Сочі                      |     | 47  | 44 |    | DNF |    |
| 2018 | Пхьончхан, Південна Корея | 28  | 16  | 24 | 29 | 3   | —  |
| 2022 | Пекін, Китай              | 2   |     |    |    |     | 2  |

## Виступи на чемпіонатах світу
| Рік  | Місце проведення        | Інд | Спр | Пр  | МС | Ест | ЗМ | ОЗМ |
| 2016 | Гольменколлен, Норвегія | 28  | 26  | 15  | 30 | 2   | —  | Н/Д |
| 2017 | Гохфільцен, Австрія     | 38  | 3   | 11  | 13 | 3   | 2  | Н/Д |
| 2019 | Естерсунд, Швеція       | 49  | 32  | DNS | —  | 8   | 8  | —   |
| 2021 | Поклюка, Словенія       | 27  | 2   | 3   | 27 | 8   | 5  | —   |

## Кар'єра в Кубку світу
- Дебют в кубку світу — 6 грудня 2013 року в спринті в Гохфільцені — 27 місце.
- Перше попадання в залікову зону — 6 грудня 2013 року в спринті в Гохфільцені — 27 місце.
- Перший подіум — 7 грудня 2013 року в естафеті в Гохфільцені — 3 місце.
- Перша перемога — 30 листопада 2014 року в змішаній естафеті в Естерсунді — 1 місце.

Анаїс дебютувала в кубках світу у 2013 році. В сезоні 2013/2014 спортсменка стартувала на 8 із 9 етапів Кубка світу. Вже на першому своєму етапі, що проходив в австрійському Гохфільцені, вона здобула бронзову нагороду в естафетній гонці. Показані в першій половині сезону результати дозволили спортсменці відібратися на Олімпійські ігри, на яких вона стартувала у двох особистих гонках, однак фінішувала поза межею залікової зони. Протягом сезону із 16 особистих гонок їй вдалося 9 разів фінішувати в межах залікової зони. Найвищим особистим досягненням Анаїс став 8 результат, який вона показала в гонці переслідування, що проходила в рамках 8-го етапу Кубка світу у фінському Контіолагті. Протягом сезону спортсменці вдалося здобути 119 балів та за підсумками сезону посісти 49 місце в загальному заліку біатлоністів.

## Загальний залік в Кубку світу
- 2013—2014 — 49-е місце (119 очок)

## Статистика стрільби
| № п/п | Сезон     | Загальна        | Індивідуальна гонка | Спринт        | Гонка переслідування | Мас-старт  | Естафета      |
| ----- | --------- | --------------- | ------------------- | ------------- | -------------------- | ---------- | ------------- |
| 1     | 2013-2014 | 86,7% (229/264) | 90,0% (18/20)       | 85,6% (77/90) | 86,7% (104/120)      | 0,0% (0/0) | 88,2% (30/34) |